# Don (fiume Canada)

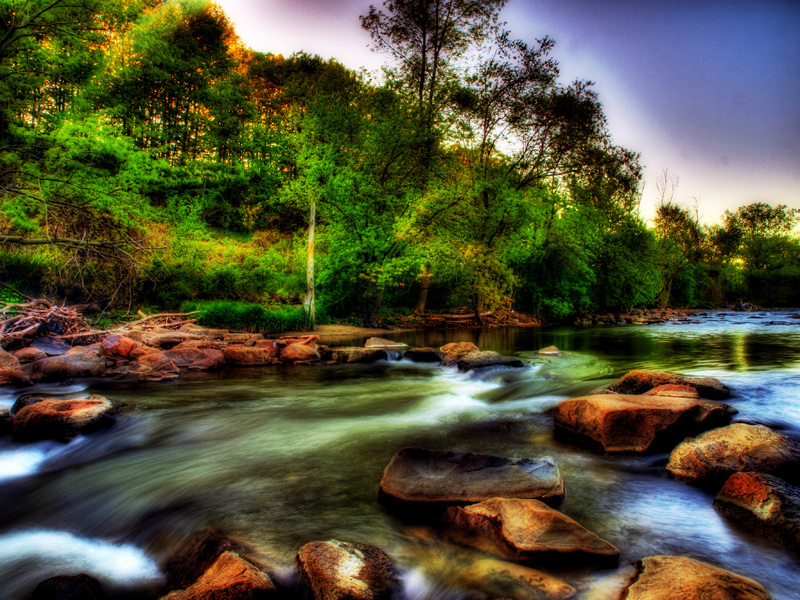
Tratto del Don

Il fiume Don è, insieme al fiume Humber, uno dei due fiumi che circondano l'originario insediamento di Toronto, lungo la riva del Lago Ontario.
Il Don nasce dall'unione dei due fiumi che si incontrano 7 chilometri a nord dal lago Ontario.
L'area sotto la confluenza è chiamata Basso Don l'area sopra Alto Don.
Il Don si unisce anche ad un altro fiume all'altezza di Taylor-Massey Creek.
La Toronto and Region Conservation Authority (Autorità di conservazione di Toronto e della regione) in siglaTRCA è la responsabile della gestione del fiume e del suo spartiacque.
I primi umani ad arrivare lungo il Don furono gruppi di cacciatori nel 12.500 A.C.
Non è ancora chiaro se il fiume Don avesse un nome nella lingua dei nativi americani. Il perito inglese Alexander Aitkin, che lavorò nell'Ontario meridionale, fa riferimento al fiume come: Ne cheng qua kekonk.
Il primo insediamento europeo risale al 1793 con la nascita della città di York.